# Les Ancizes-Comps

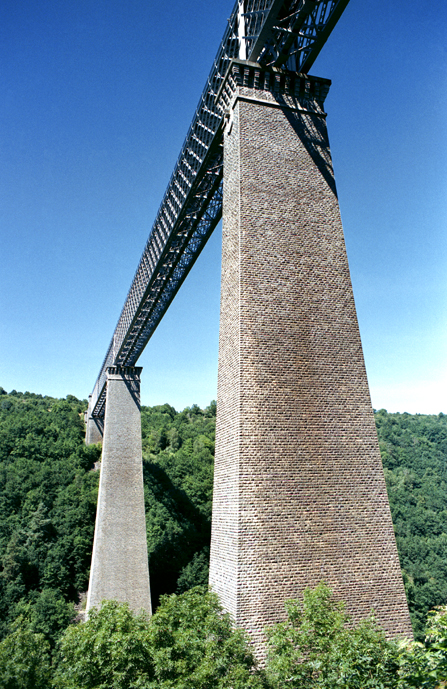
Wiadukt Fades

Les Ancizes-Comps – miejscowość i gmina we Francji, w regionie Owernia-Rodan-Alpy, w departamencie Puy-de-Dôme.
Według danych na rok 1999 gminę zamieszkiwało 1821 osób, a gęstość zaludnienia wynosiła 86 osób/km² (wśród 1310 gmin Owernii Les Ancizes-Comps plasuje się na 112. miejscu pod względem liczby ludności, natomiast pod względem powierzchni na miejscu 413.).